# Christian Pescatori
Christian Pescatori (ur. 1 grudnia 1971 w Brescia) – włoski kierowca wyścigowy.

## Kariera
Pescatori rozpoczął karierę w wyścigach samochodowych w 1991 roku od startów we  Włoskiej Formule 3, gdzie jednak nie zdobywał punktów. Dwa lata później w tej samej serii był już mistrzem. W późniejszych latach pojawiał się także w stawce Grand Prix Monako Formuły 3, Masters of Formula 3, Grand Prix Makau, Brytyjskiej Formuły 2, Formuły 3000, 24-godzinnego wyścigu Le Mans, FIA GT Championship, Italian Super Touring Car Championship, Sports Racing World Cup, FIA Sportscar Championship, American Le Mans Series, Italian GT Championship oraz Le Mans Series.
W Formule 3000 Włoch startował w latach 1994-1996. W pierwszym sezonie startów w ciągu ośmiu wyścigów, w których wystartował, uzbierał łącznie jeden punkt. Dało mu to siedemnaste miejsce w klasyfikacji generalnej. Rok później Pescatori raz stanął na podium. Uzbierane sześć punktów dało mu dziewiąte miejsce w końcowej klasyfikacji kierowców. W 1996 roku z dorobkiem pięciu punktów uplasował się na dziesiątej pozycji.